# Exosternus terminalis
Exosternus terminalis är en skalbaggsart som först beskrevs av Schmidt 1889.  Exosternus terminalis ingår i släktet Exosternus och familjen stumpbaggar. Inga underarter finns listade i Catalogue of Life.